# Girona-Costa Bravas flygplats
Girona-Costa Bravas flygplats (katalanska: Aeroport de Girona-Costa Brava, spanska (kastilianska): Aeropuerto de Gerona-Costa Brava), är en spansk flygplats som ligger ca 12 km söder om staden Girona.
Flygplatsen är ett bra alternativ när man till exempel ska till Costa Brava, Barcelona eller Pyrenéerna.
Flygplatsen invigdes 1965. Men det är på senare år som passagerartrafiken ökat kraftigt, på grund av att flygbolaget Ryanair valt att ha ett av sina europeiska "hubbar" på flygplatsen.
1993 hade flygplatsen 275 000 passagerare, och 2008 hade passagerarsiffran ökat till 5 510 970.
Många resenärer väljer Girona-Costa Bravas flygplats som ett alternativ till Barcelona-El Prats flygplats. Flygplatsen ligger ungefär 74 km norr om Barcelona.

## Marktransport
Girona-Costa Bravas flygplats ligger på bekvämt avstånd för semesterorter längs Costa Brava, såsom Lloret de Mar, L'Estartit och Blanes. Flygplatsen ligger en 40 minuters bilresa från den franska gränsen och många använder flygplatsen för att ta sig till Pyrenéerna och skidorter i Andorra (dit det dock tar runt tre timmar).

### Bil
Motorvägen A-7 passerar utanför flygplatsen, med den tar man sig norrut mot Frankrike samt söderut mot Barcelona. Det går även vägar längs kusten som förbinder flygplatsen med semesterorterna. På flygplatsen finns sex biluthyrningsföretag, bl.a. Avis, Europcar och Hertz.

### Buss
Flygplatsen trafikeras av två bussbolag som bedriver reguljär trafik, Sagalés och Sarfa. De har flera olika linjer från flygplatsen, bl.a. till Barcelona och Girona samt till de flesta semesterorterna längs Costa Brava.

#### Transferbussar
Ett flertal olika bolag erbjuder transfer, bl.a. till orter utmed Costa Brava, men även till Barcelona och Andorra. Denna typ av transfertrafik liknar charterbolagens klassiska transfer mellan flygplatser och hotell, och kan angöra i princip samtliga hotell- och boendeanläggningar på de orter som trafikeras. Exempel på bolag som bedriver transferverksamhet är A2B-Transfers, Shuttledirect och Suntransfers. Hos de flesta bolag är bokningen "knuten" till ett flyg, och vid trafikstörningar inväntas eller ombokas transfern automatiskt.

## Bilder

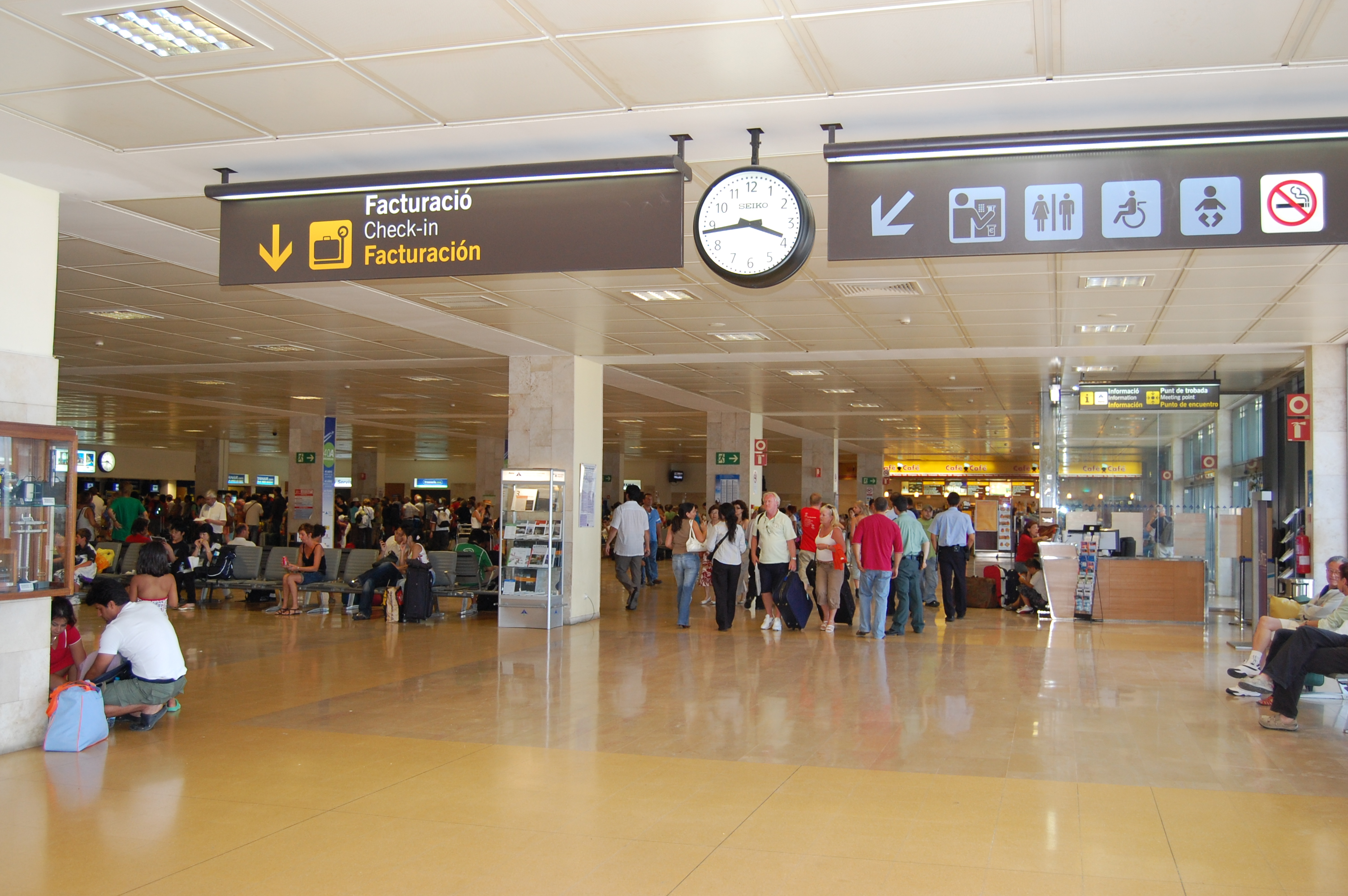
Inne i terminalen.
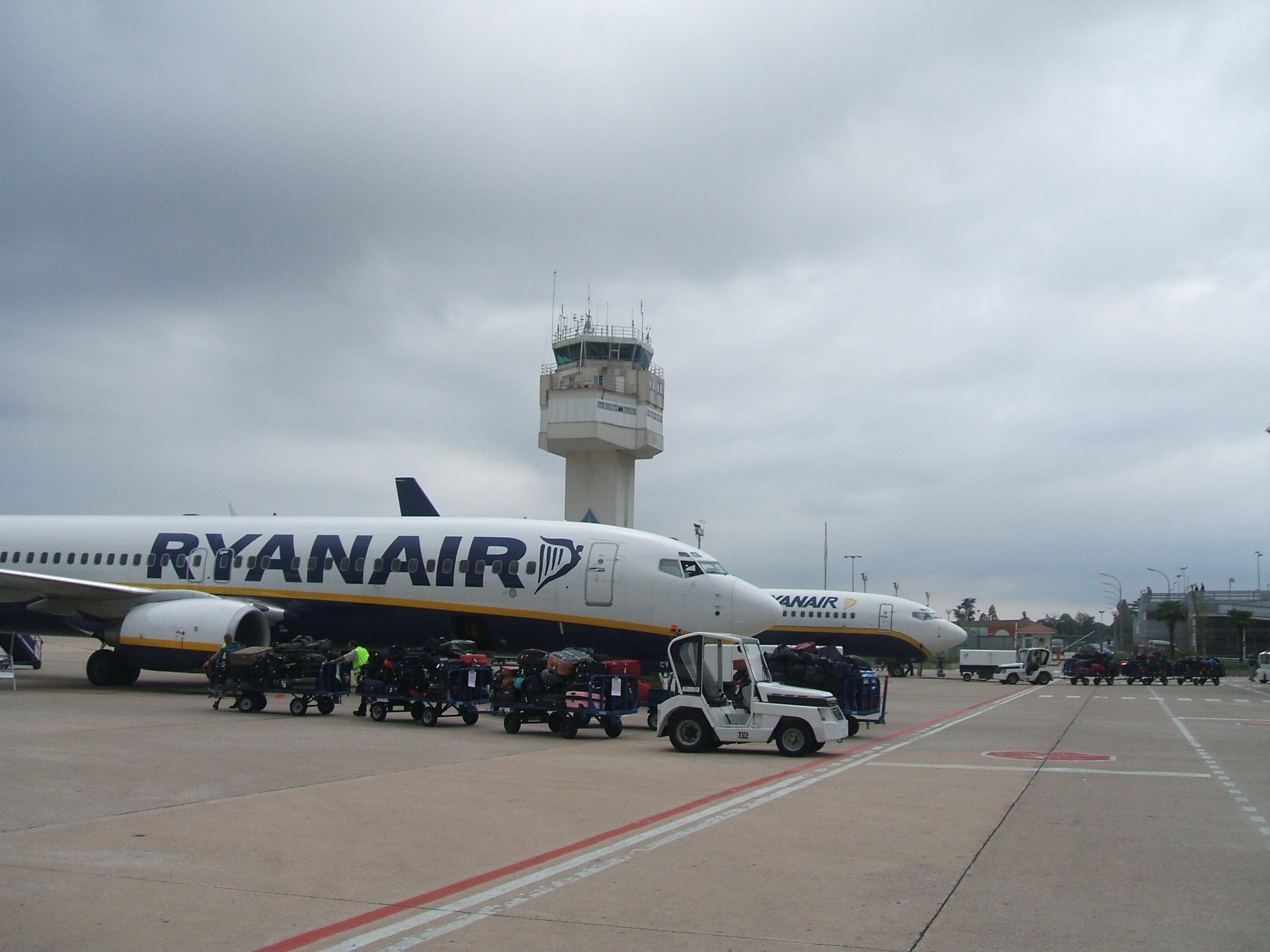
Delar av plattan.
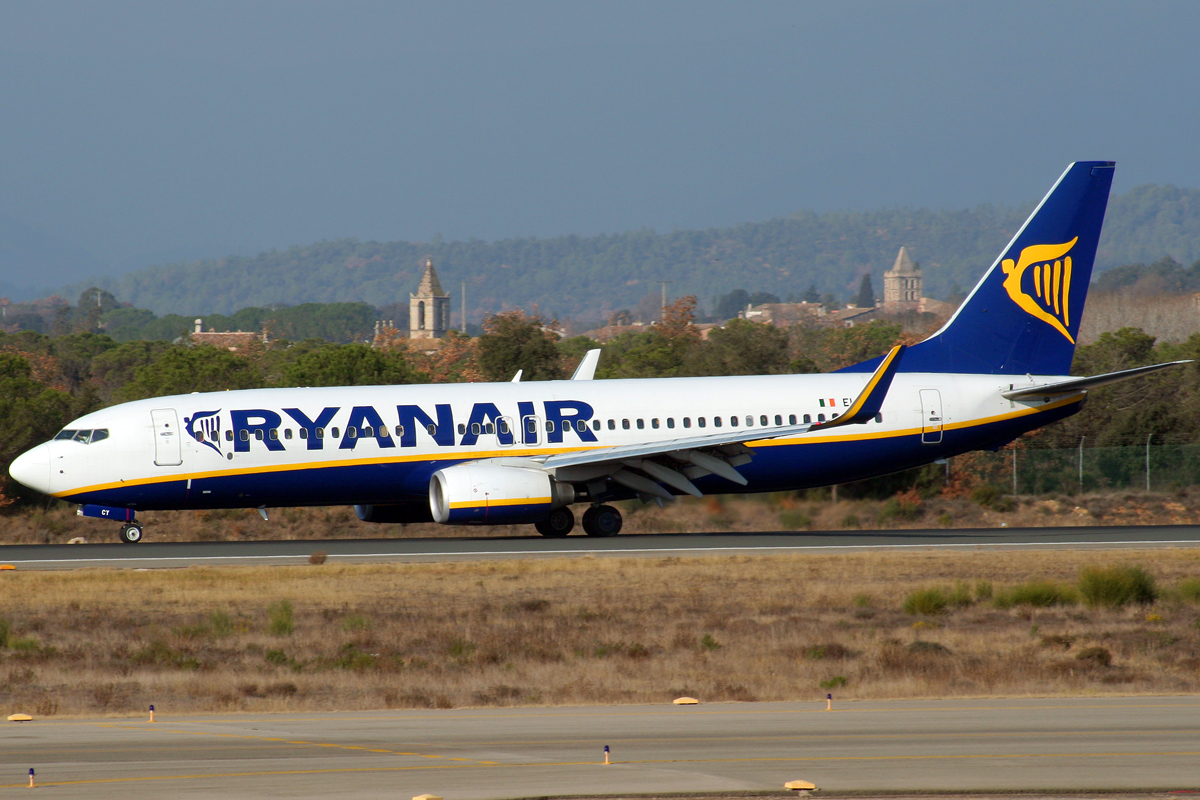
Ryanair, det största bolaget på flygplatsen.